# Пропиолактон
Пропиолактон, β-пропиолактон (оксетан-2-он) — бесцветная жидкость с резким запахом, внутренний циклический эфир β-оксипропионовой кислоты. Токсичен.

## Реакционная способность
В силу напряжённости четырёхчленного цикла пропиолактон - высокореакционное соединение, для которого характерны реакции с раскрытием цикла.
При нагреве пропиолактон полимеризуется с образованием линейных полиэфиров [—ОСН2СН2С(О)—]n, такая же полимеризация может быть проведена в мягких условиях под действием различных катализаторов.
Пиролиз пропиолактона в газовой фазе ведёт к образованию этилена и диоксида углерода.
Будучи циклическим сложным эфиром, пропиолактон является электрофилом, направление нуклеофильной атаки зависит от природы нуклеофила: жёсткие нуклеофилы атакуют пропиолактон по карбонильному атому углерода, мягкие — по оксиметиленовому углероду:
Пропиолактон гидролизуется с образованием β-гидроксипропионовой кислоты, в нейтральных условиях и при кислотном катализе взаимодействие пропиолактона со спиртами и фенолом и ведет к образованию простых эфиров β-гидроксипропионовой кислоты, реакция с тиофенолом в этих условиях протекает аналогично:
(CH2CH2O)CO + RXH {\displaystyle \to } RX(CH2)2COOH
X = O, S
Взаимодействие аминов с пропиолактоном в ацетонитриле приводит к образованию как производных β-аминопропионовой кислоты (с аммиаком, этиламином, анилином):
(CH2CH2O)CO + R1R2NH {\displaystyle \to } R1R2NH(CH2)2COOH ,
так и амидов β-гидроксипропионовой кислоты:
(CH2CH2O)CO + R1R2NH {\displaystyle \to } HO(CH2)2CONR1R2

## Получение
Получают пропиолактон каталитическим взаимодействием формальдегида (CH2O) с кетеном (CH2=С=О).

## Применение
Растворы и пары пропиолактона обладают сильным бактерицидным действием; применяют его в медицине для стерилизации крови, вакцин, ферментов и др. биологических препаратов, а также как фумигант.